# Вильерс, Джон, 3-й граф Кларендон
Джон Чарльз Вильерс, 3-й граф Кларендон (14 ноября 1757 — 22 декабря 1838) — британский пэр из семьи Вильерс и член Палаты общин.

## Биография
Родился 14 декабря 1757 года. Второй сын Томаса Вильерса, 1-го графа Кларендона (1709—1786), и леди Шарлотты Капель (1721—1790), дочери Уильяма Капеля, 3-го графа Эссекса.
Он получил образование в Итоне и колледже Святого Иоанна в Кембридже, получив степень магистра в 1776 году и степень доктора юридических наук 30 апреля 1833 года. 22 июня 1779 года его вызвали в коллегию адвокатов в Линкольнс-Инн.
В январе 1784 года лорд Кэмелфорд (вероятно, по просьбе Питта Старшего) ввел Джона Вильерса в парламент на дополнительных выборах в Олд-Саруме, и он представлял это место до 1790 года, а затем баллотировался от Дартмута в 1790—1802 годах и от Тейн-Бургс 1802 по 27 мая 1805 года, когда он принял Чилтернскую сотню (чтобы отказаться от своего места в парламенте). Впоследствии он был членом Палаты общин от Куинборо в 1807—1812 и 1820—1824 годах. Джон Вильерс не произвел впечатления в парламенте как участник дебатов, и его называли «простым придворным, известным тем, что рассказывал бесконечные длинные истории».
Роллиада называет его «Вильерсом, красивым со льняными волосами», и сравнивает его с Нереем Гомера. Сэр Натаниэль Рэксалл также называет его «Нереем» в войсках Питта и упоминает его как стойкого сторонника этого министра, дружбе которого он был полностью обязан своим пожизненным назначением в феврале 1790 года благодаря прибыльной синекуре начальника тюрьмы и главного судьи. в самом сердце всех королевских лесов, охотничьих угодий, парков и рощ к северу от Трента.
6 февраля 1782 года Джон Вильерс был назначен одним из королевских советников при дворе герцогства Ланкастерского своим отцом, который тогда был канцлером герцогства. С 29 июля 1786 года и до получения звания пэра он был геодезистом леса к югу от Трента герцогства Ланкастер. Он был добавлен в Тайный совет и назначен контролером королевского двора 19 февраля 1787 года. Эту должность при дворе он занимал три года, а 24 февраля 1790 года он был назначен комиссаром Министерства торговли. Он был регистратором и заместителем стюарда Нью-Виндзора с 1789 по 1806 год.
Когда подъём Французской Республики вызвал опасения в Великобритании, Джон Вильерс был назначен полковником Первого полка фехтовальной кавалерии 14 марта 1794 года и получил звание полковника в армии во время службы в полевых условиях. Он был назначен первым протонотарием по общим делам в графстве Ланкастер в июне 1804 года и занимал этот пост до своей смерти. С 27 ноября 1808 по 10 января 1810 года Джон Вильерс был посланником при дворе Португалии. После смерти своего неженатого старшего брата Томаса Вильерса, 2-го графа Кларендона, 7 марта 1824 года, он сменил его на посту 3-го графа Кларендона и графа Прусского королевства, но впоследствии мало участвовал в общественной жизни, посвятив себя религиозной и благотворительной деятельности.
Он внезапно умер в возрасте 81 года в своей резиденции Уолмер-Террас, Дил, Кент, 22 декабря 1838 года и был похоронен в Уотфорде 29 декабря.
Джону Вильерсу наследовал графский титул его племянник Джордж Вильерс, который стал выдающимся либеральным государственным деятелем.

## Семья
5 января 1791 года лорд Кларендон женился на своей двоюродной сестре по материнской линии Марии Элеоноре Форбс (23 января 1761 — 18 марта 1844), дочери адмирала Джона Форбса (1714—1796) и леди Мэри Капель. Его мать леди Шарлотта Капель и леди Мэри Капель были сестрами, обе дочери Уильяма Капелла, 3-го графа Эссекса, и леди Джейн Хайд. В браке родился один ребёнок, леди Мэри Гарриет Вильерс, которая умерла 20 января 1835 года незамужней.